# Wspólnota administracyjna Limbach-Oberfrohna
Wspólnota administracyjna Limbach-Oberfrohna (niem. Verwaltungsgemeinschaft Limbach-Oberfrohna) – wspólnota administracyjna w Niemczech, w kraju związkowym Saksonia, w okręgu administracyjnym Chemnitz, w powiecie Zwickau. Siedziba wspólnoty znajduje się w mieście Limbach-Oberfrohna.
Wspólnota administracyjna zrzesza jedną gminę miejską oraz jedną gminę wiejską: 
- Limbach-Oberfrohna
- Niederfrohna